# 三好政権
三好政権（みよしせいけん）は、天文18年（1549年）から永禄11年（1568年）まで存在した、戦国時代の日本の武家政権である。同時代における他の戦国大名の地方政権とは大きく異なる中央政権であったと言われる。そのため、織田政権に先立つ統一政権の先駆的な存在であると評価されることもある。

## 歴史

### 畿内進出

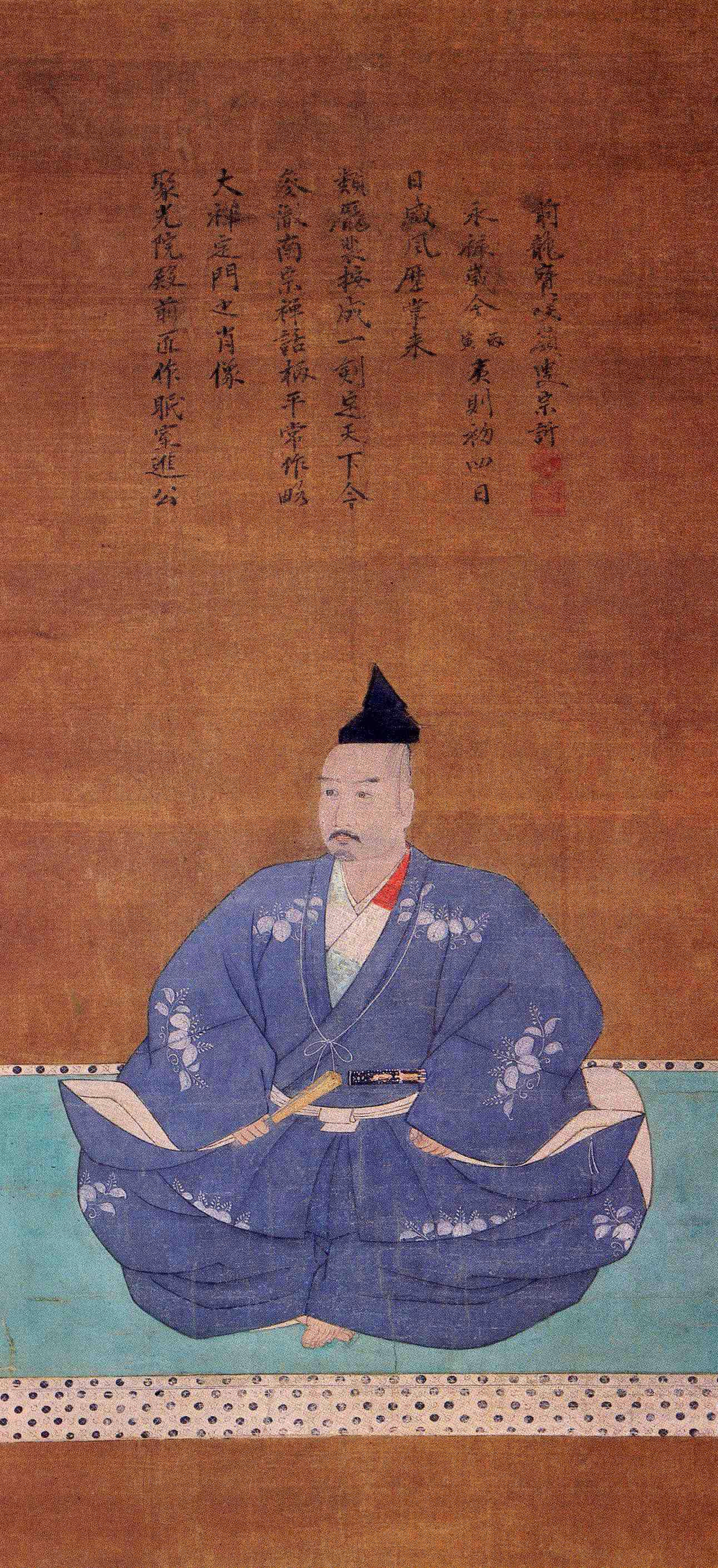
三好長慶像

三好氏は信濃守護である小笠原氏の流れを汲む一族で、阿波三好郡を本拠とし、阿波守護で細川氏分家の阿波細川家に代々仕え、四国勢を率いて管領細川高国を破り（両細川の乱）、細川政権を支えたが、天文元年（1532年）、三好氏の当主三好元長は、同族の三好政長の讒言により主君の細川晴元に誅殺された。
三好宗家は元長の嫡男である三好長慶が継ぐことは許されたが、長慶は10歳という幼少のためか三好氏は一時的に後退した。室町幕府11代将軍・足利義澄の末裔である足利義維も享禄・天文の乱の混乱に乗じた晴元らにより阿波に移され（阿波公方）、足利義晴と和睦した晴元が政権を握り、晴元の側近として政長・木沢長政らが台頭した。しかし長慶は後に、これまでの本拠地であった阿波国を弟たちに任せて三好宗家の本拠地を摂津国越水城に移す決断をする（その後、長慶は最後まで四国に戻ることはなかった）。
長慶は晴元の家臣として木沢長政の討伐をはじめ（太平寺の戦い）、細川高国の跡を継いだ細川氏綱や遊佐長教（河内）らとの舎利寺の戦いで多くの武功を発揮し、摂津守護代として晴元配下の最有力重臣にまで成長した。そして天文17年（1548年）に長慶は遊佐長教と和睦してその娘を正室に迎え、同時に細川氏綱と和睦し、主君であり仇でもある晴元に反旗を翻した。
天文18年（1549年）、江口の戦いにおいて晴元・政長と戦い、長慶は勝利した。政長は戦死し、晴元と彼に擁立されていた12代将軍足利義晴・13代将軍足利義輝は近江に逃亡した。長慶は細川氏綱と共に上洛して京の支配権を握った。しかし氏綱は長慶の傀儡でしかなく、細川政元以来の細川政権は実質的に崩壊し、三好政権が成立した。ただし、三好政権を支える三好氏の被官と考えられていた人物の何人かは実は氏綱から長慶に付けられた与力であったことが判明するなど、この段階では氏綱・長慶の共同統治が実態であったとする見方もある。

### 三好政権の成立
上洛後の長慶は復帰を狙う晴元・義輝との交戦を続けたが（中尾城の戦い、相国寺の戦い）、天文21年（1552年）に義輝と和睦して京都に迎え、同時に細川氏の家督を晴元から氏綱に挿げ替え氏綱を管領に据えた。天文22年（1553年）には細川政権が度々政務の拠点としていた芥川山城城主芥川孫十郎が長慶に反抗をしたのを機に芥川氏を討って芥川山城を奪うと、本拠地を芥川山城に移転して細川政権の継承者であることを内外に示した。将軍と管領であるこの2人は長慶の傀儡であり、ここに室町幕府の権力者を擁した三好政権が実質的に機能することとなった。
しかし、幕府再興を目指す義輝及び晴元との対立はその後も続き、義輝を近江に追放しては連れ戻すという事態が相次ぎ、その間長慶は何回か暗殺未遂事件に遭遇している。最終的に義輝と和睦したのは永禄元年（1558年）、北白川の戦いの後に六角義賢の仲介を受けてのことである。永禄4年（1561年）に晴元との和睦も成立、13年に渡る対立に終止符を打った。
また、細川氏綱についても、長慶が氏綱を擁立する前から氏綱を支持してきた丹波守護代の内藤国貞が依然として支持者として控えており、その存在は決して軽視できるものではなかった。氏綱と長慶の立場が逆転をするのは、長慶が幕府の御供衆に加えられ、また内藤国貞が晴元方に討たれた天文23年（1553年）以降とみられている（長慶は松永久秀の弟・長頼を国貞の後継者にすることで同国を氏綱から切り離した）。ただし、氏綱およびその家臣はその後も三好政権に協力しながらも一定の勢力を維持し続けており、氏綱は義輝や晴元に対抗するために実質的な権力を長慶に委ねて権力の一本化を図る代わりに京兆家当主・摂津守護としての立場を保ったと捉えて、長慶や三好政権にとって氏綱は単なる傀儡ではなく積極的な協力者であったとして再評価する馬部隆弘の見方もある。
幕府と和解した永禄元年以降、三好政権は最盛期に突入するという見方がある。だが今谷明は、義輝と和解して以降の三好政権は、将軍を復権させ、政権の主導権を彼に譲渡する形となり、弱体化したと評する。今谷は「河内・大和の支配権を手に入れたが、二ヵ国の領国入手程度で穴埋めできるようなものではない痛手を蒙った」「長慶は独裁者から陪臣の地位に転落した」と評している。一方で天野忠幸は、この和睦を「三好政権の敗北」と見なすかどうかは慎重な検討を要すると今谷のような見解に反論をしている。
長慶は将軍と戦いながら外征も行い、版図を畿内・四国に拡大し、永禄年間までには山城・丹波・摂津・播磨・淡路・阿波・讃岐・伊予・和泉・河内・大和・若狭・丹後の一部など13カ国以上に及ぶ大領国を形成している。当時、今川氏は3カ国、甲斐武田氏は2カ国、安芸毛利氏は4カ国、出雲尼子氏は6カ国であったから、長慶の勢力は諸国でも抜きん出たものであった。
- 三好義興像
- 三好実休像
- 安宅冬康像

### 相次ぐ一族の死による混乱

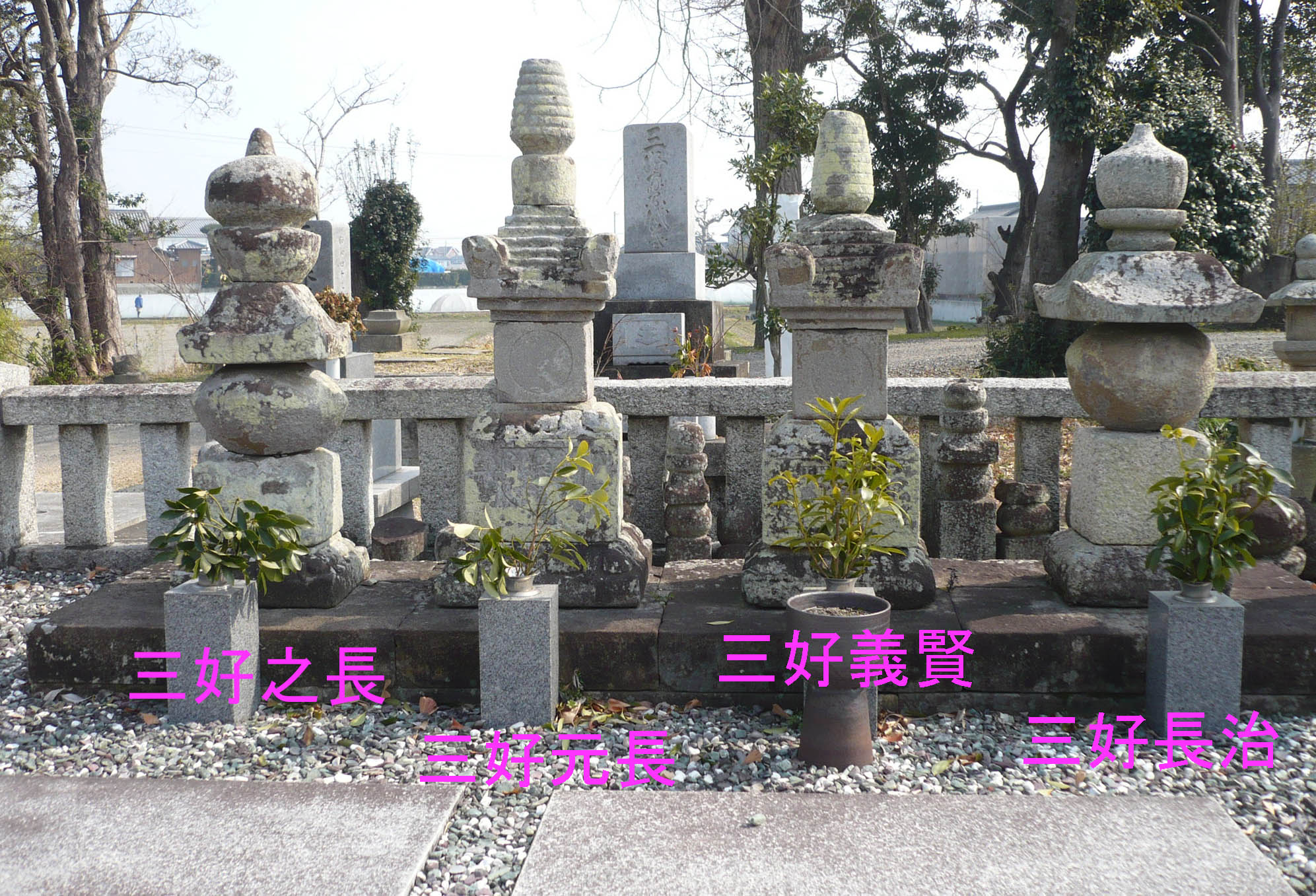
三好氏代々の墓/勝瑞城内に建つ

三好政権は畿内、四国東方、淡路に勢力を展開し、安定した秩序を維持していた。長慶の嫡男・三好慶興は永禄2年（1559年）に足利義輝から偏諱を与えられて義長（後に「義興」と改名）と名乗り、翌3年（1560年）1月には三好氏歴代の官途であった筑前守に任ぜられた。この直後の3月には長慶は居城を河内国飯盛山城に移すが、これは三好氏の家督及び本拠地である芥川山城を義興に譲る目的もあったとみられ、三好政権は新たな段階に入るものと思われた。
ところが、主要な構成者達の死去が重なり、その基盤が揺らいでゆく。永禄4年には長慶の末弟で讃岐衆を率い「鬼十河」と呼ばれた三好軍の将・十河一存が病死した。永禄5年（1562年）3月にも阿波衆を率いていた長慶の長弟・三好実休が畠山高政との戦いで戦死する（久米田の戦い）。永禄6年（1563年）8月には長慶の嫡男・三好義興が死去するなど、有力な一族の相次ぐ死去という事態が続いた。
特に義興の死去で、三好氏は代理の後継ぎを据えることが要求された。結果、長慶の甥の中から、一存の子で母親が九条家と高い身分の十河重存（三好義継）を後継者とすることに決定した。潜在的な敵対関係にあった足利将軍家は、代々近衛家と縁戚関係にあり、その近衛家と角逐する九条家の血を引く義継を後継者へ据えることで、足利将軍家へ対抗しようとしたと考えられる。
この変則的な家督継承には少なからぬ混乱があったようだ。永禄7年（1564年）5月、長慶は次弟・安宅冬康を誅殺する。松永久秀の讒訴と、『続応仁後記』『三好別記』などの後世の軍記物などでは言われているが、天野忠幸などが義継が世継ぎとして安定した盤石な三好家を継承する為に、抵抗勢力の旗頭になり得ると判断した冬康を「たとえ無実でも」粛清しなければならなかったのではないかと指摘している他に長江正一も「久秀の讒訴であったとすれば、それを長慶が見抜けなかったことは三好家の悲劇だが、長慶としては、若年の義継の地盤の盤石化の為に、冬康を殺す必要があったのだろう」と指摘している。冬康粛清について、一次史料などから久秀の関与は否定されている。後に冬康は無実であったと分かり、元々病を患っていた長慶は自らも7月に死去してしまった。

### 永禄の変

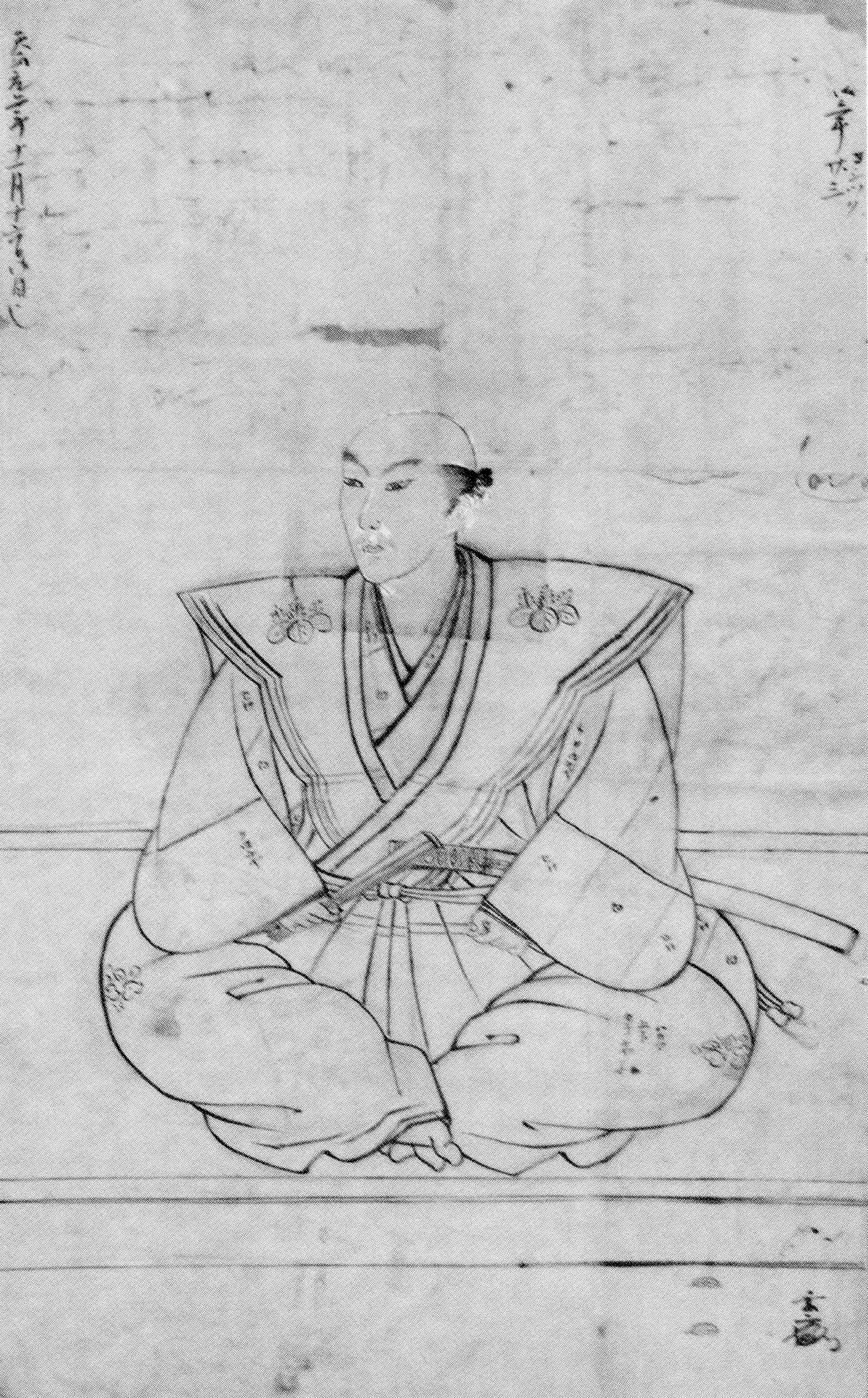
三好義継像

長慶の死後、三好氏の家督は義継が継いだ。しかし義継は若年のため、三好政権は義継の後見人である三好長逸・三好政康・岩成友通ら三好三人衆、阿波三好家を支える篠原長房・三好康長、大和の松永久秀、丹波の松永長頼による連立政権が樹立されたのである。
一方、長慶の傀儡だったが各大名との停戦協定などの仲介で力を秘め、将軍親政を掲げ君臨していた第13代将軍・足利義輝は長慶の死を好機と見て、かねてから親密な関係にあった上杉謙信・武田信玄・朝倉義景など諸大名に上洛を呼びかけ、幕府再建を目指して積極的な活動を行なうようになった。このような義輝の行動に危機感を持った三好三人衆らは永禄8年（1565年）5月19日にクーデターを起こして義輝を彼の居城であり、室町幕府の中心拠点だった二条御所で暗殺した（永禄の変）。

### 松永久秀と三好三人衆の対立
しかし、連立政権内において松永氏の勢力を危険視した三人衆は、永禄の変から7ヶ月ほどたった永禄8年12月、かつて久秀に筒井城を奪われて（筒井城の戦い）放浪していた筒井順慶ら大和の国人衆らと手を結んで大和に侵攻し、久秀を討とうとした。これにより、三人衆と久秀の対立が先鋭化する。また、丹波の大名となっていた久秀の弟長頼が荻野直正に討ち取られた（連立政権は丹波を失う）。
一方、義輝には弟・覚慶がおり、義輝の旧臣に擁立され、永禄9年（1566年）2月に還俗し足利義秋（後の義昭）と名乗り、同年4月21日には従五位下・左馬頭（次期将軍が就く官職）に叙位・任官した。これに対し三人衆は、かつての堺公方であった阿波公方・足利義維の子である足利義栄を14代将軍候補として擁立した。義栄は永禄10年（1567年）1月従五位下・左馬頭に叙任された。
三人衆は久秀との戦いにおいて義継を擁し、永禄9年9月には、阿波・讃岐の軍勢を率いた実休の子三好長治、実休の重臣篠原長房・三好康長、阿波細川家の細川真之、将軍候補方・足利義栄も合流し、圧倒的に優勢であった。しかし永禄10年4月に当主の義継が突如出奔、久秀に保護を求めた。これにより久秀方は息を吹き返したが、やはり依然として劣勢であった（東大寺大仏殿の戦い）。三人衆方の篠原長房は松永方の摂津越水城を奪い、ここを拠点として大和ほか各地に転戦した。この時期の長房について、『フロイス日本史』に「この頃、彼ら（三好三人衆）以上に勢力を有し、彼らを管轄せんばかりであったのは篠原殿で、彼は阿波国において絶対的（権力を有する）執政であった」と記されている。

### 織田信長の上洛と三好政権の崩壊
三好政権内部で内紛が続いている中、永禄の変で細川藤孝・一色藤長ら幕臣の援助を受けて逃亡していた足利義昭は、尾張・美濃を領して勢いに乗る織田信長の援助を受け、永禄11年（1568年）9月7日に岐阜城を出立し、上洛戦を開始した。内紛に明け暮れている三好政権は信長の侵攻を食い止めるため、管領職を与えることで六角義賢を味方につけて防衛しようとしたが、義賢は信長の侵攻を受けてあえなく敗れ、9月12日に本拠地の観音寺城が陥落（観音寺城の戦い）。9月25日に織田軍が大津まで進軍すると、三好義継と松永久秀は足利義昭に降り、挟撃を受ける形となった篠原長房と三人衆の軍は崩壊、9月29日に山城勝竜寺城に退却した岩成友通が降伏、9月30日に摂津芥川山城に退却した細川昭元・三好長逸が城を放棄、10月2日には篠原長房も越水城を放棄し、阿波国へ落ち延びた。10月20日に足利義栄が阿波国で病死、さる10月18日義昭が15代将軍に就任し、三好政権は崩壊した。

## 政権構造

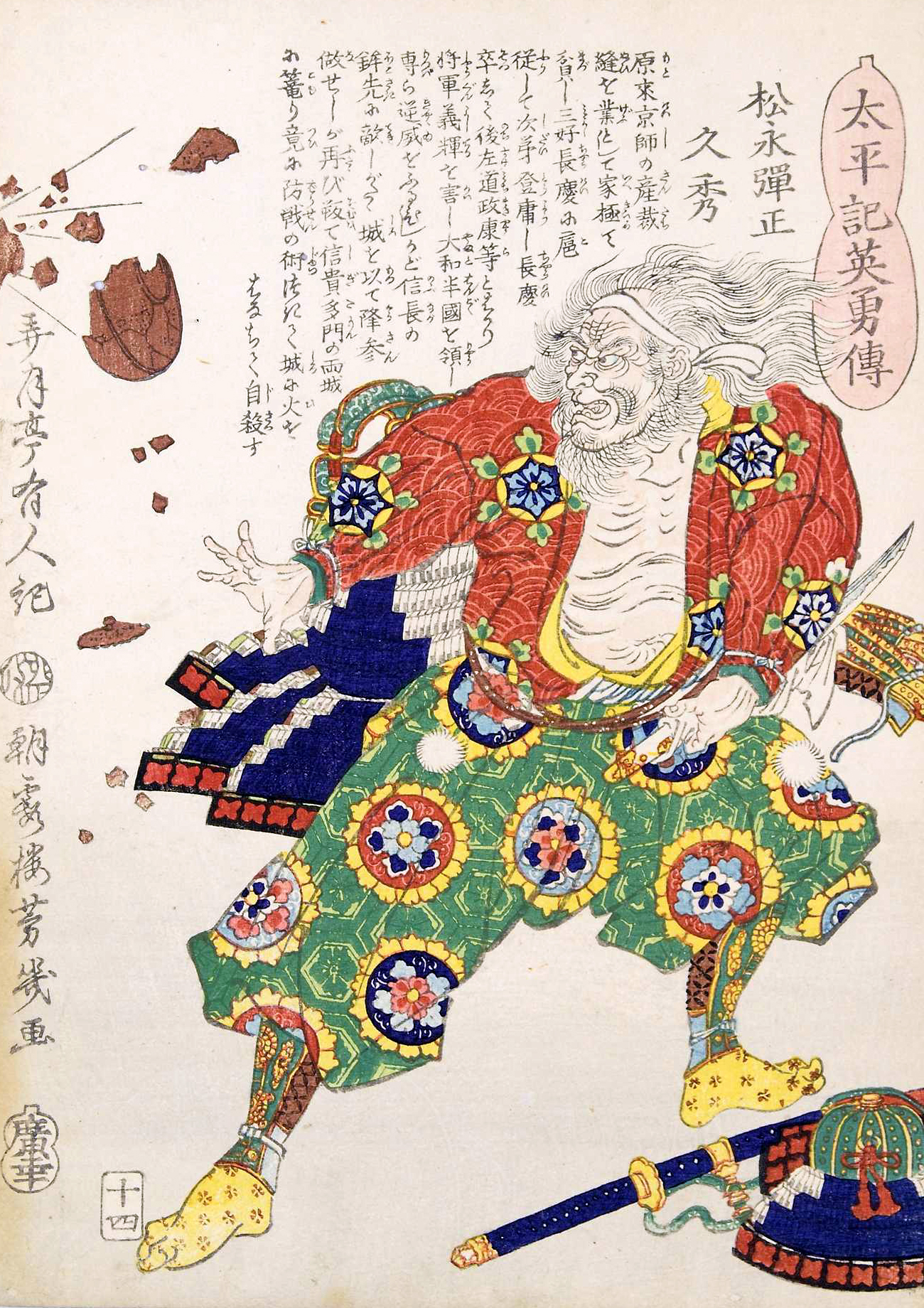
松永久秀（松永弾正）像

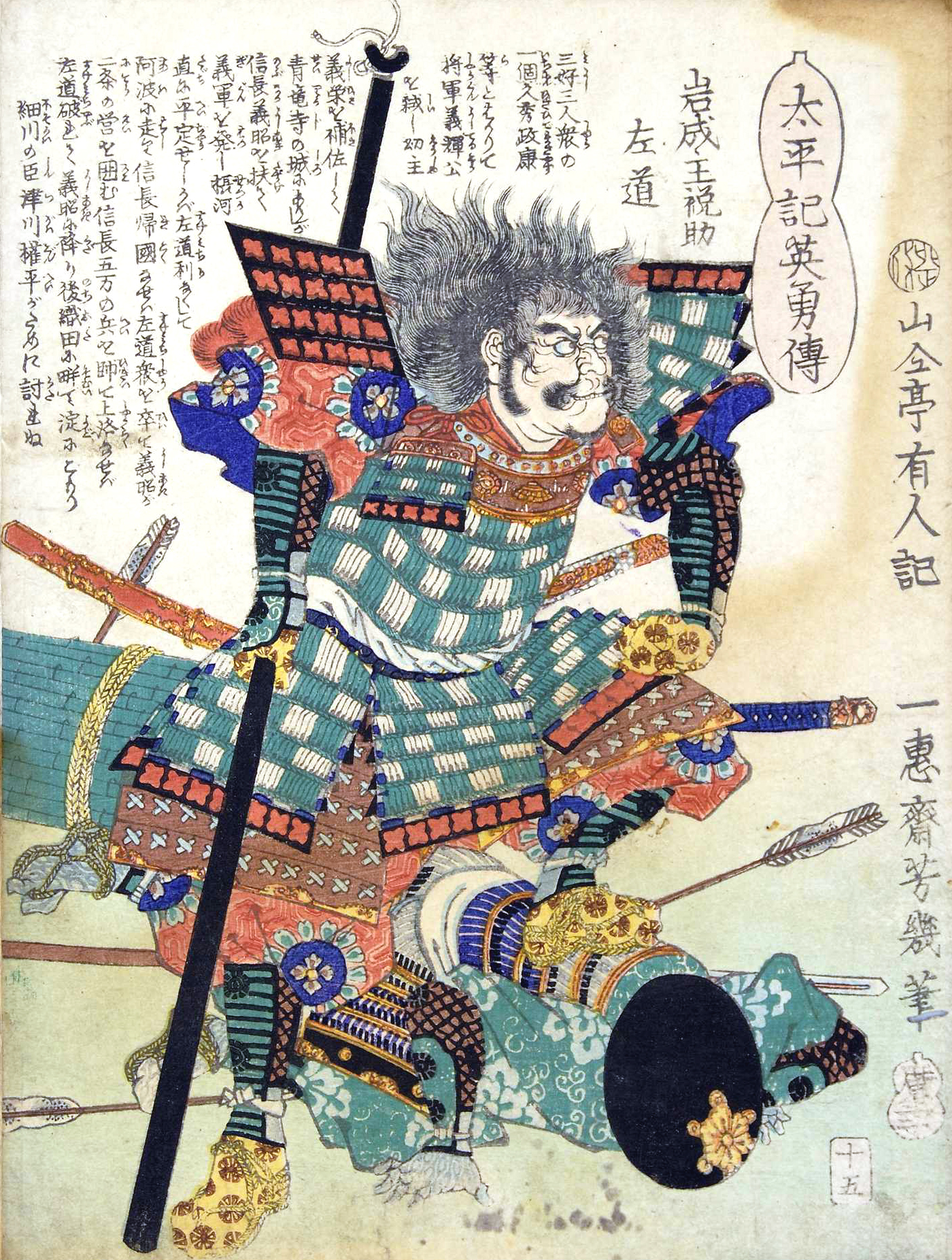
石成友通（岩成友通）像

三好政権は室町幕府の旧体制をそのまま受け継いだ武家政権だった。将軍を傀儡として政所執事の伊勢貞孝と協力して幕政を牛耳り、幕府の要職を名誉職として全国の有力諸大名に与えることで諸大名を懐柔するなど、幕府機能を最大限に利用している点がそれを物語っている。そのため、三好政権は内部構造が非常に脆弱で、その政権は長慶個人の才能と実弟の三好実休・安宅冬康・十河一存らと嫡男の三好義興という限られた人物の存在によって成立しているに過ぎなかった。ただし、こうした見方は一致を見ているものではなく、三好政権は旧来の政治構造を取り込みつつも将軍・管領といった上位権力の意思（上意）とは全く無関係に行動し、国人層の支持を得ることで上位権力やその権威・枠組を相対化することで成立した政権であり、細川政権（＝室町幕府体制）との明らかな政治的断絶が存在するとの指摘もある。織田政権が足利義昭の追放後に三好政権にならった統治方法を採用したように、三好政権は統一政権に先駆する存在であるとも言える。
ただし、三好政権自体も上意から完全に自立した存在とは言えず、足利義輝もまた半ば強引に三好長慶父子や松永久秀に栄典を授け、彼らを室町幕府の儀礼秩序に取り込むことで彼らは儀式などを名目として幕府への出仕を余儀なくされ、永禄年間には足利将軍による三好政権の統制にある程度までは成功している。ただし、同時にそれが長慶父子の死後に三好氏（特に三好三人衆）の警戒感を強めて永禄の変の一因になったのではないか、とする指摘もある。
経済力では堺を支配下に置くなどして他の諸大名を凌駕するほどのものだったが、その領国支配は複雑で、旧細川領国地域でも芥川山城などを根拠に長慶の直轄支配が進められた摂津・山城および堺、実休に統治を任せた三好氏本来の拠点である阿波、冬康・一存を養子に送り込んで支配した淡路・讃岐、三好政権成立の過程で三好氏の軍事力に従ってその立場を安堵された元守護代を国主とする体裁を取った丹波（内藤氏）・和泉（松浦氏）では統治の形態が異なり、永禄元年頃から始まった旧細川領国以外への進出の過程でも、重臣の松永氏を国主に送り込んだ大和に代表されるように、均一な支城体制の編成など、画一化された統治が採用されることはなかった。
三好政権は朝廷との関係も他の大名に比べると極めて特殊であった。長慶の官途は筑前守、修理大夫で、これは官途としては平凡なものである。また、長尾景虎（上杉謙信）が上洛して綸旨を得ようと工作した際に、それを妨害した形跡が見られない一方で、内裏の修築や各種儀礼において費用を工面して献金するといったこともしていない。今谷明は「こうした姿勢は長慶の天皇への無関心さを彷彿とさせるが、実は三好政権の置かれた立場の非常に特殊なことを表す証左」と指摘している。
山城を初めとする畿内では禁裏、公家が把握する荘園が多い。そうした地域での年貢、軍役の徴収、検地は困難を極める。一方で、こうした勢力に遠慮をし過ぎれば、領国経営に支障をきたしてしまう。今谷は、長慶は阿波・讃岐・淡路と言った旧来の領国と、堺を本拠地として押さえ、それ以外の所領については「緩やかな支配」で臨まざるを得なかったと指摘している。また今谷は、長慶は三好家の家臣団が公家の荘園を勝手に押領することがあっても、それをある程度は「黙許」していただろうとも指摘する。